# Simira pilosa
Simira pilosa là một loài thực vật có hoa trong họ Thiến thảo. Loài này được M.R.Barbosa & Peixoto miêu tả khoa học đầu tiên năm 1989.